# Venice Boulevard
Venice Boulevard es una importante vía de este a oeste en Los Ángeles, que va desde el océano en el distrito de Venice, pasando la intersección de la I-10, hacia el centro de Los Ángeles. Originalmente se conocía como West 16th Street bajo el sistema de calles numeradas de Los Ángeles.

## Historia
Antes de 1932, West 16th Street terminaba en Crenshaw Boulevard. En ese año, se tomó parte del derecho de paso del Pacific Electric Railway y se cortó Venice Boulevard desde La Brea Avenue hasta Crenshaw. En ese momento, West 16th Street pasó a llamarse Venice Boulevard.

## Descripción de la ruta
El término occidental de Venice Boulevard es Ocean Front Walk en Venecia. Siguiendo hacia el este, asume la designación Ruta estatal de California 187 que cruza Lincoln Boulevard (Ruta estatal 1). La ruta pasa luego por el barrio de Mar Vista. Más al este, forma brevemente el límite entre Palms y Culver City y pasa cerca de Sony Pictures Studios. Continuando hacia el noreste hacia el vecindario de Crestview en el oeste de Los Ángeles, la designación SR 187 termina en la intersección con Cadillac Avenue y la rampa que transporta el tráfico desde la I-10 en dirección oeste. Continuando paralelamente a Washington Boulevard directamente hacia el sur, como lo hace en gran parte de su longitud, la ruta continúa entre el vecindario de Pico-Robertson en el oeste de Los Ángeles y Lafayette Square en Mid-City, a través del distrito de Mid-Wilshire, a través de Arlington Heights. y Harvard Heights, se sumerge bajo la autopista Harbor Freeway y continúa hacia el corazón del centro de Los Ángeles, donde se convierte en East 16th Street en Main Street.

## Transporte
La línea 33 de Metro Local y la línea 733 de Metro Rapid operan en Venice Boulevard. La línea Metro E sirve a una estación de tren en su intersección con Robertson Boulevard. Un paso a nivel propuesto en las vías de Pacific Electric (hoy Venice Boulevard) resultaría en «la peor trampa mortal en Los Ángeles», advirtió un ingeniero de tránsito en 1915, debido a la vista deteriorada del ferrocarril desde West Boulevard en ambos lados. 
En su lugar, se construyó un viaducto en 1920. 
La línea de árboles hacia el norte es probablemente donde se encuentra hoy el Centro de Recreación Queen Anne, en Mid-Wilshire.

## Puntos de referencias
Loyola High School frente a Venice Boulevard Venice High School está ubicada cerca de la intersección con Walgrove Avenue. 
- La escuela secundaria Loyola está ubicada en Venice y Vermont Avenue.
- El cementerio Angelus-Rosedale también se encuentra en Venecia.